# Grève de Homestead

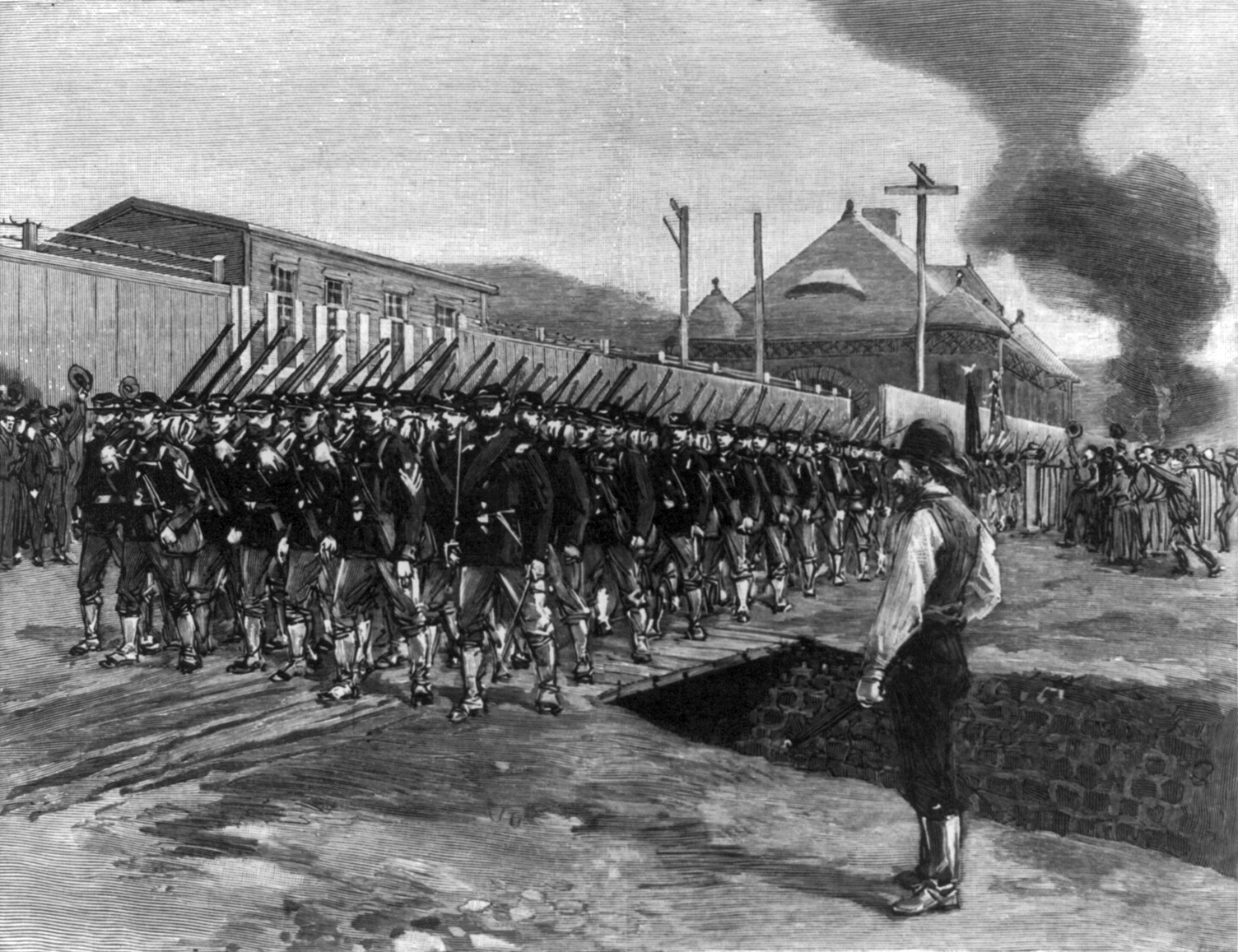
La milice de Pennsylvanie arrivant pour mettre fin aux hostilités (œuvre de Thure de Thulstrup).

La grève de Homestead est un lock-out et une grève industriels qui ont débuté le 30 juin 1892 à l'aciérie Homestead Steel Works (en) de Homestead (Pennsylvanie). Le conflit opposait la Amalgamated Association of Iron and Steel Workers (en) (AA) à la Carnegie Steel Company (en). Il a culminé avec une bataille entre les grévistes et des agents de sécurité privés le 6 juillet 1892, qui a mené à la défaite des grévistes et à une diminution de la volonté de syndiquer les travailleurs de l'acier.
La bataille de Homestead est la deuxième plus grande bataille de l'histoire du syndicalisme aux États-Unis (en) après celle de Blair Mountain.

## Contexte
Au cours des années 1880, l'AA s'implique dans certaines activités à Homestead. Elle met en place l’aciérie indépendante Pittsburgh Bessemer Steel Works en 1881, puis prend part à une grève lancée le 1er janvier 1882 visant à empêcher l'établissement de contrats de jaune. La grève est dure et marquée par la violence et l'engagement, à de multiples reprises, de briseurs de grève. Elle prend fin le 20 mars et amène plusieurs gains syndicaux,.
À la même époque, la compagnie Carnegie Steel procède à plusieurs innovations technologiques, particulièrement dans ses installations de Homestead en 1886. La nouvelle technologie permet notamment la création de pièces d'acier pour les bâtiments ainsi que le blindage véhiculaire pour l'United States Navy. Les nouvelles installations entraînent un fort accroissement de la production, qui amène à son tour une augmentation du nombre d'ouvriers à l'usine, dont peu sont qualifiés,.

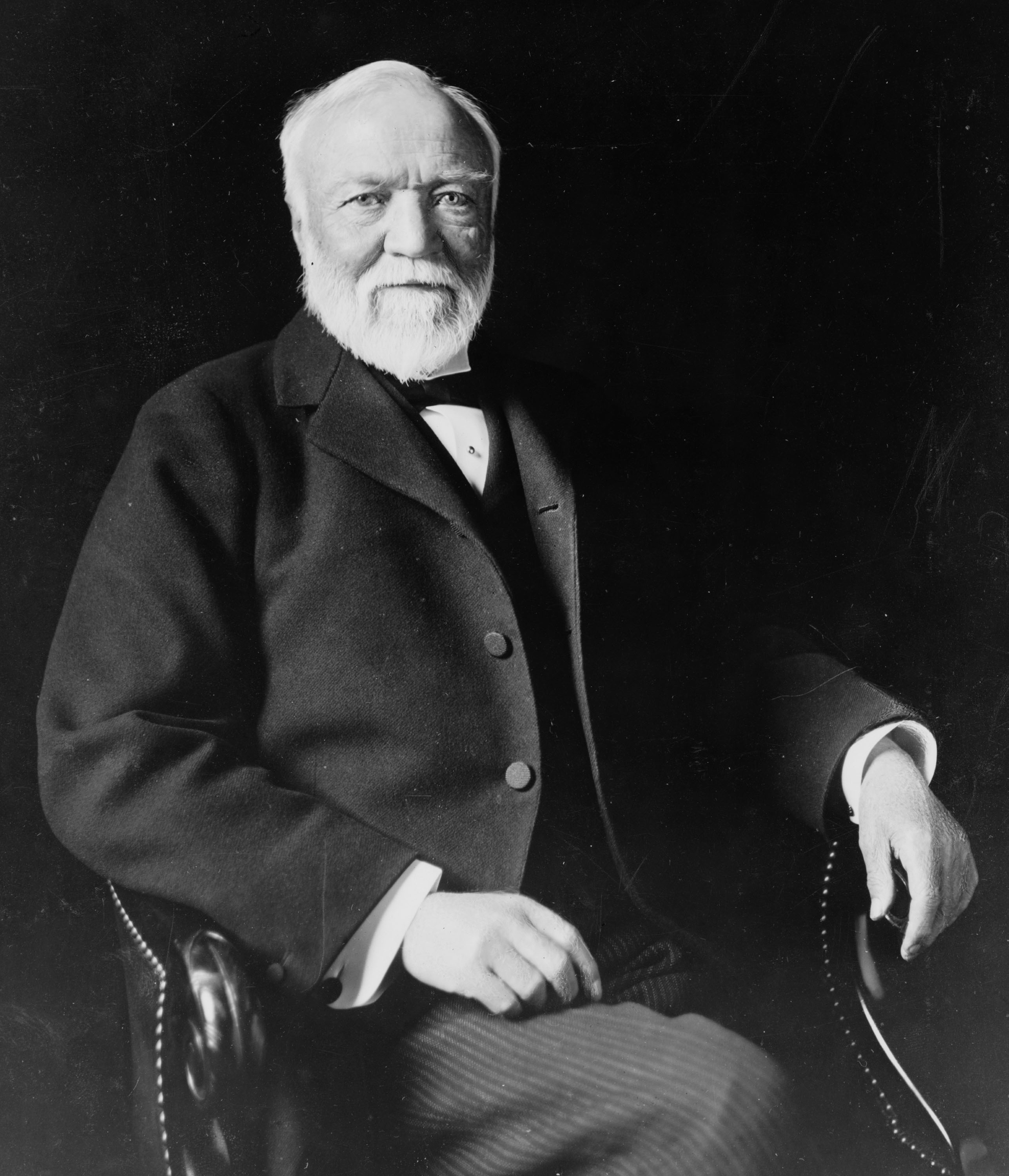
Andrew Carnegie.

Andrew Carnegie met Henry Clay Frick à la tête des opérations de la compagnie en 1881. Frick a pour objectif de briser le syndicat. Dans une lettre écrite à Carnegie, il écrit « L'usine n'a jamais été capable de produire au rythme où elle serait supposée le faire en raison des hommes de Amalgamated. ».
Publiquement, Carnegie est en faveur des syndicats. Il condamne l'utilisation de briseurs de grève et affirme à des associés qu'aucune aciérie ne mérite de verser une seule goutte de sang. Cependant, il est d'accord avec l'objectif de Frick de « restructurer le tout [...] Beaucoup trop d'hommes sont nécessaires selon les règles d'Amalgamated. » Carnegie ordonne une accumulation de surplus à l'usine afin que cette dernière puisse soutenir une grève.

## Grève de 1889

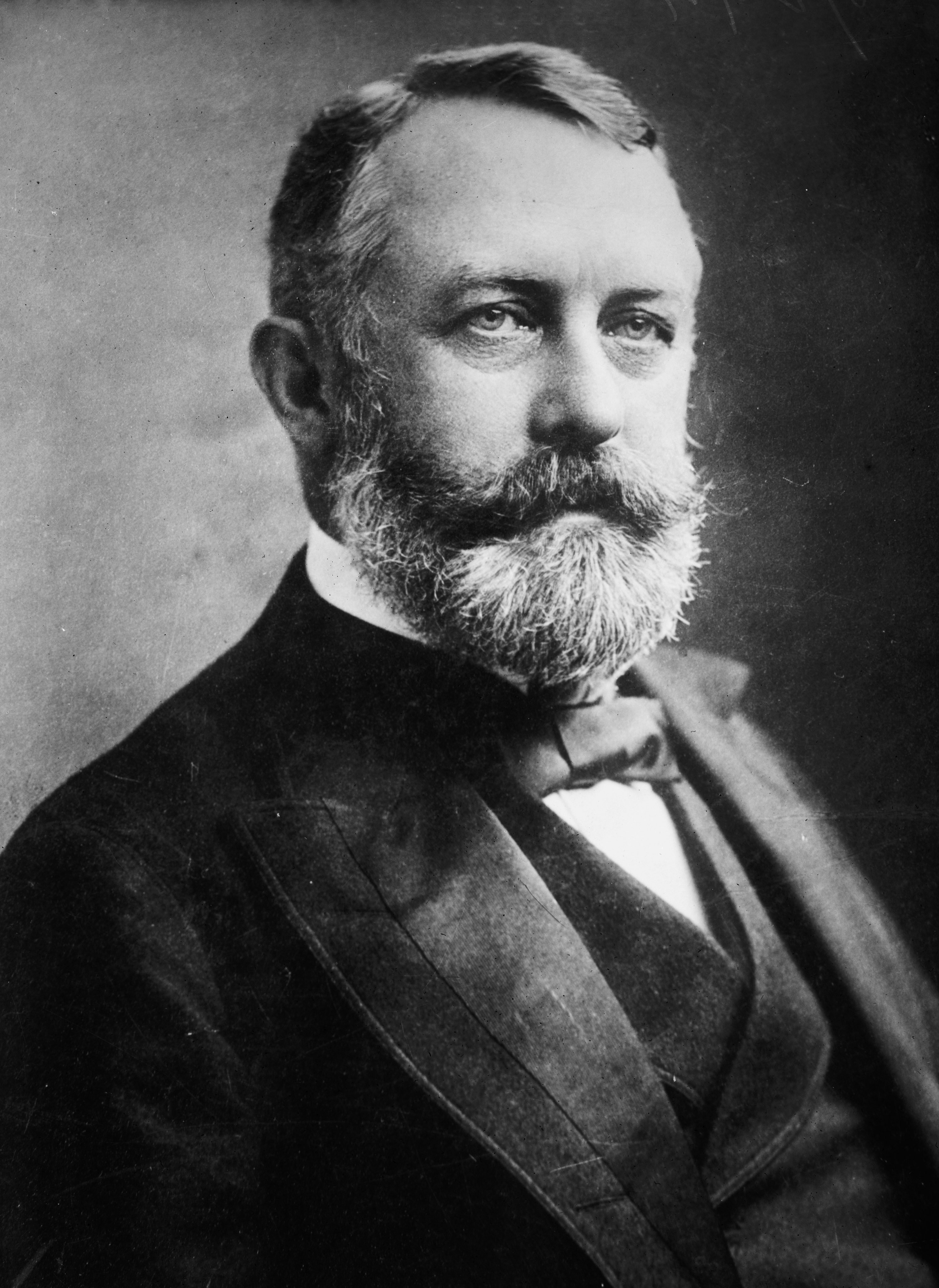
Henry Clay Frick.

Le 1er juillet 1889, l'échec des négociations d'une nouvelle convention collective de trois ans entraîne une nouvelle grève des travailleurs affiliés à l'AA. Les grévistes s'emparent de la ville et font cause commune avec divers groupes d'immigrants. Le 10 juillet, avec l'aide de 2 000 habitants, les grévistes repoussent des briseurs de grève engagés par la compagnie. Deux jours plus tard, le shérif revient avec 125 nouveaux agents, mais il est confronté à 5 000 personnes ralliées par les grévistes à leur cause. Malgré sa victoire, le syndicat accepte des coupures de salaire significatives qui entraînent un taux horaire plus de la moitié plus faible que celui des travailleurs de la Jones and Laughlin Steel Company (en), où aucune amélioration technologique n'a été faite,. Après la grève de 1889, l'usine de Homestead est principalement dirigée par le syndicat. L'AA double son membership et les relations entre les travailleurs et les administrateurs sont tendues.
La convention collective prend fin le 30 juin 1892. Frick entame des négociations avec les dirigeants syndicaux en février. L'industrie de l'acier se portant bien, AA demande une augmentation de salaire pour ses membres (elle représente environ 800 des quelque 3 800 travailleurs de l'usine). Frick émet une contre-offre : une baisse de salaire de 22 % pour à peu près la moitié des membres ainsi que la coupure de postes prévus par la convention précédente. Carnegie encourage Frick à utiliser les négociations pour briser le syndicat. Dans une lettre datée du 4 avril 1892, Carnegie écrit « [...] la compagnie a décidé que la minorité doit céder à la majorité. Le travail se fera sans syndicat après l'expiration de l'entente actuelle. ». Carnegie perçoit AA comme un obstacle à l'efficacité et non représentatif des travailleurs, n'admettant qu'un petit groupe de travailleurs qualifiés. Selon lui, l'organisation est élitiste, discriminatoire et indigne de la République.
En avril, Frick engage des agents de la Pinkerton National Detective Agency afin d'assurer la sécurité des installations. Le 30 avril, il annonce qu'il négociera encore 29 jours. S'il n'obtient aucune entente, Carnegie Steel ne reconnaîtra plus le syndicat. Carnegie approuve la stratégie le 4 mai. Par la suite, Frick parle d'accorder une légère augmentation de salaire et ordonne au surintendant de passer le mot aux travailleurs. « Qu'un homme soit membre ou pas d'un syndicat ne nous intéresse pas. Il peut appartenir à autant de syndicats ou d'organisations qu'il le désire, nous ne voulons pas interférer. Nous croyons cependant que nos employés de l'aciérie d'Homestead auraient avantage à travailler selon le système en place à Edgar Thomson (en) et Duquesne. »,.

## Lock-outet grève de 1892

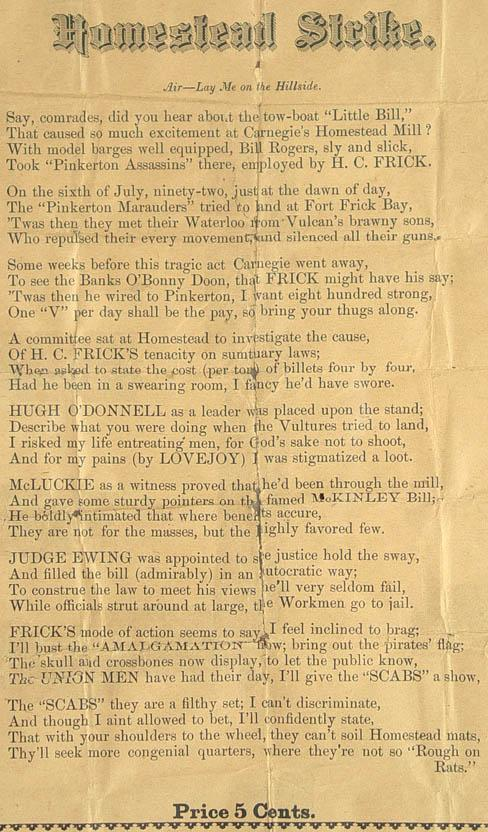
Affiche pro-syndicale avec les paroles d'une chanson soutenant la cause des travailleurs.

Le matin du 28 juin, Frick décrète un lock-out sur une partie des installations de l'usine. Toujours sans entente le 29 juin, Frick étend le lock-out au reste de l'usine. Une clôture surmontée de barbelés, débutée en janvier, est terminée et coupe l'accès aux travailleurs. Des tours de garde avec des phares sont construites près de chaque bâtiment et des canons à eau sont installés à chaque entrée. Plusieurs autres mesures de défense de l'usine sont instaurées,.

Lors d'une assemblée générale tenue le 30 juin, les dirigeants locaux de l'AA affirment que la compagnie a brisé le contrat en décrétant un lock-out une journée avant son expiration. Les Chevaliers du travail acceptent de se joindre aux membres AA. Des travailleurs des installations de Carnegie à Pittsburgh, Duquesne, Union Mills et Beaver Falls font la grève par solidarité.

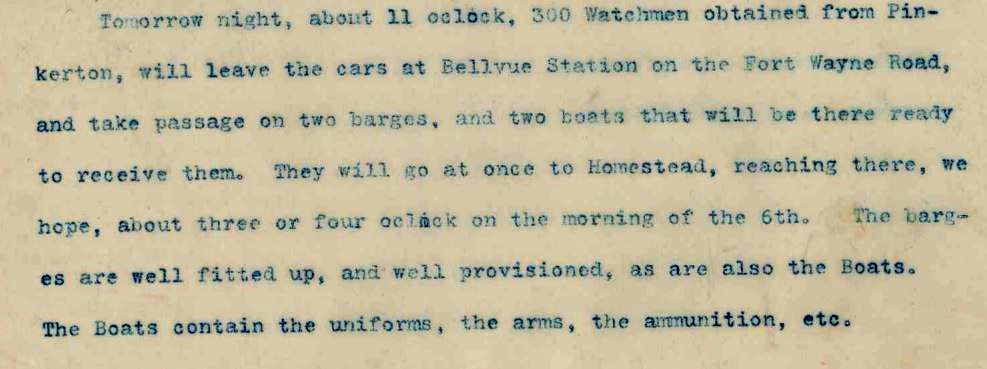
Une partie de la copie dactylographiée et signée de la lettre envoyée à Andrew Carnegie décrivant les plans et les munitions qui seront sur les barges lorsque les Pinkerton arriveront pour affronter les grévistes dans Homestead

Le comité de grève (Strike Committee publie une déclaration datée du 20 juillet :

« Les employés des usines de M. Karnegie, Phipps & Co à Homestead, Pa, ont construit à cet endroit une ville avec ses maisons, ses écoles et ses églises. Ils ont été des coopérants dévoués pendant plusieurs années avec la compagnie dans le domaine industriel, ont investi des milliers de dollars de leurs économies dans ladite compagnie dans l'attente en retour de passer leur vie à Homestead et de travailler à l'usine leur vie active [...] Ainsi, le comité désire exprimer au public sa croyance ferme qu'à la fois le public et les employés de l'usine ont des droits et intérêts légitimes qui ne peuvent pas être changés ou modifiés sans un processus législatif légitime, que les employés ont le droit d'avoir un travail stable dans ladite usine tant qu'ils sont efficaces et qu'ils ont un bon comportement sans égard de leurs opinions religieuse, politique, économique ou syndicale, que le refus d'employer une communauté de travailleurs, ou toute autre souffrance sociale, en raison qu'elle est membre d'une église, d'un parti politique ou d'un syndicat, est contraire à la morale publique et aux principes fondamentaux de la liberté américaine, qu'en tant que citoyens américains, il est de notre devoir de résister par tous les moyens légaux et autres aux politiques inconstitutionnelles, anarchiques et révolutionnaires de la Carnegie Company qui semble manifester un mépris [pour] les intérêts publics et privés ainsi qu'un dédain [de] la conscience publique. »

Les lockoutés décident de garder l'usine fermée. Ils s'emparent de plusieurs embarcations afin de patrouiller la rivière Monongahela, qui longe les installations. Ils se divisent en groupes et établissent des piquets de grève et effectuent des tours de garde 24 heures sur 24. Les ferry et trains sont surveillés. Les étrangers sont interrogés sur leur présence en ville et ceux qui n'étaient pas attendus sont escortés hors des limites de la ville. Les communications avec les représentants locaux de l'AA d'autres villes sont établies afin de s'informer sur les tentatives de la compagnie de recruter des briseurs de grève. Les journalistes reçoivent des badges spéciaux leur permettant de se déplacer librement dans la ville, mais ces derniers peuvent être retirés selon l'information produite. On demande aux propriétaires de débits de boissons de prévenir toute consommation excessive d'alcool,,.
De son côté, la compagnie publie plusieurs annonces pour trouver des briseurs de grève dans les journaux, jusqu'à Boston, Saint-Louis (Missouri) et même en Europe. Cependant, les briseurs de grève sont chassés.
Le 4 juillet, Frick demande formellement l'intervention du shérif William H. McCleary afin que les superviseurs puissent accéder à l'usine. Le lendemain, l'avocat de Carnegie Philander Knox donne le feu vert au shérif et McCleary envoie 11 hommes distribuer des prospectus ordonnant aux grévistes d'arrêter de nuire aux opérations de l'usine. Les grévistes affirment aux hommes de McCleary qu'il ne laisseront pas les installations à des employés non syndiqués. Ils placent les hommes sur un bateau et les envoient en aval à Pittsburgh.
Frick ordonne la construction d'une barricade surmontée de barbelés autour de l'usine. Les travailleurs nomment la « fortification » le « Fort Frick ».

## Bataille du 6 juillet

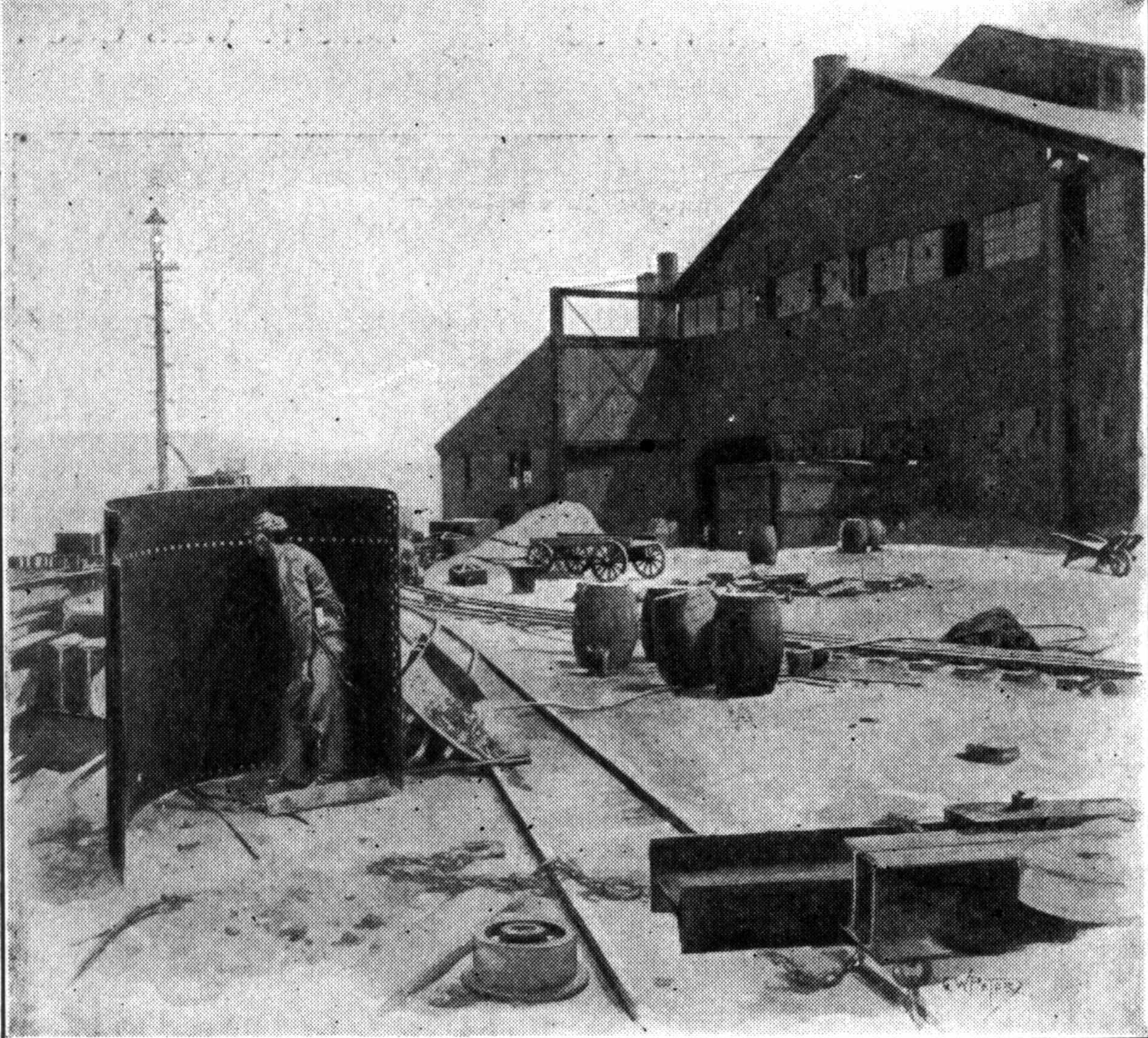
Bouclier utilisé par les grévistes lors de la bataille du 6 juillet.

La nuit du 5 juillet, à 22 h 30, 300 agents de Pinkerton se rassemblent sur le barrage de Davis Island, sur la rivière Ohio. Ils sont armés de Winchester et sont embarqués sur deux embarcations. Ils remontent la rivière dans le but d'accéder au terrain des installations et de faire quitter les grévistes des lieux par la force,.
L'AA est mise au courant de l'arrivée des agents dès leur départ pour leur lieu d'embarcation et les grévistes sont avertis. Une petite flotte d'embarcations de grévistes descend la rivière à la rencontre des agents. Ils tirent quelques coups au hasard vers les embarcations des agents, puis alertent les autres. Les grévistes font sonner le sifflet de l'usine à 2 h 30 et rameutent des milliers d'hommes, de femmes et d'enfants sur les lieux,.
Les agents, voulant bénéficier du couvert de l'obscurité, tentent de mettre pied à terre aux environs de 4 heures. Des coups de feu sont échangés. Les deux premiers blessés sont Frederick Heinde, capitaine des agents et William Foy, un travailleur. À ce moment, les agents à bord ouvrent le feu sur la foule, tuant deux personnes et en blessant 11 autres. La foule riposte, tue également 2 personnes et en blesse 12. L'échange dure environ 10 minutes.
Les grévistes se cachent derrière des installations et les agents percent des trous à travers les côtés des embarcations afin de pouvoir tirer sur tout ce qui peut les approcher. Les grévistes se mettent à construire un rempart plus haut sur la rive à l'aide de poutres d'acier.